# Cecília Rozgonyi
Cecília Rozgonyi (n. 1398 – d. 1434) a fost o nobilă maghiară.
Ea a fost fiica lui Péter Szentgyörgyi, un influent nobil maghiar. S-a căsătorit cu un alt membru al curții nobiliare regale, István Rozgonyi, cu care a avut trei fii: János, István și Imre.
Cecília Rozgonyi a devenit faimoasă pentru că a comandat propria sa corabie împotriva Imperiului Otoman după eșecul asedierii cetății Golubăț de către regele Sigismund al Ungariei în 1428. În timpul retragerii peste Dunăre a armatei regale maghiare, regele Sigismund a fost atacat de otomani, iar Cecília a intervenit cu corabia ei și l-a salvat pe monarh. Fapta ei de vitejie a fost descrisă de poetul maghiar János Arany în balada „Rozgonyiné”.